# Youtube-dl
youtube-dl là một phần mềm tự do nguồn mở giúp người dùng tải xuống video và âm thanh từ YouTube và hơn 1.000 dịch vụ lưu trữ video khác. youtube-dl được phát hành theo giấy phép phần mềm Unlicense.
Tính đến tháng 6 năm 2025, youtube-dl là một trong những dự án được tặng sao nhiều nhất trên GitHub, với hơn 130.000 sao, cùng hơn 10.000 fork công khai trên GitHub.

## Lịch sử
youtube-dl được Ricardo Garcia phát triển vào năm 2006. Ban đầu, youtube-dl chỉ hỗ trợ tải xuống từ YouTube, nhưng khi dự án phát triển, youtube-dl bắt đầu hỗ trợ các dịch vụ lưu trữ video khác.
Ricardo Garcia đã từ bỏ vai trò người bảo trì (maintainer) vào năm 2011. Vai trò đó tiếp tục được Philipp Hagemeister duy trì và sau đó là dstftw. dirkf tiếp tục giữ vai trò vào năm 2021 thay cho dstftw.
Vào năm 2021, một số thành viên cộng đồng đã phát triển một fork của youtube-dl là youtube-dlc. Đến tháng 1 năm 2021, dự án đổi tên thành yt-dlp. yt-dlp được đưa vào Ubuntu kể từ phiên bản 22.04, còn youtube-dl thì bị xóa khỏi Debian 12.0 và Ubuntu 23.10 do sự trì trệ trong quá trình phát triển, và bị thay thế bằng một gói trống (empty package) dựa vào yt-dlp.
Vào tháng 8 năm 2023, công ty Uberspace của Đức đã gỡ bỏ một tên miền mà họ lưu trữ cho dự án youtube-dl vì phải thực thi theo lệnh của tòa án khu vực Đức do Landgericht Hamburg ban hành, khi tên miền mà Uberspace lưu trữ có liên kết đến phần mềm với hành vi lách tính năng "rolling cipher" của YouTube, điều bị cho là hành vi vi phạm luật sở hữu trí tuệ.

### Yêu cầu gỡ bỏ của RIAA
Vào ngày 23 tháng 10 năm 2020, Hiệp hội Công nghiệp Ghi âm Hoa Kỳ (RIAA) đưa ra yêu cầu GitHub gỡ bỏ kho mã nguồn của youtube-dl cùng 17 fork công khai của dự án theo Đạo luật bản quyền thiên niên kỷ kỹ thuật số (DMCA). Yêu cầu của RIAA cho rằng youtube-dl vi phạm các điều khoản chống lách luật theo Mục 1201 của DMCA và các điều khoản của luật bản quyền Đức, vì phần mềm có hành vi lách tính năng "rolling cipher" được YouTube sử dụng để tạo URL cho chính tệp video (mà RIAA coi là biện pháp bảo vệ bản quyền hiệu quả, vì tính năng trên "có mục đích ngăn chặn quyền truy cập trực tiếp vào các tệp video trên YouTube, do đó ngăn chặn hoặc hạn chế việc tải xuống, sao chép hoặc phân phối các tệp video"). GitHub ban đầu đã tuân thủ yêu cầu.
Nhiều người đã chỉ trích việc gỡ bỏ dự án và cho rằng phần mềm vẫn có thể được sử dụng cho những mục đích hợp pháp, bao gồm tải xuống nội dung video được phát hành theo các giấy phép tự do, tạo ra các tác phẩm phái sinh thuộc phạm vi sử dụng hợp lý, hoặc các mục đích sử dụng khác như báo chí, lưu trữ và thi hành pháp luật. Sự chú ý của công chúng đối với việc gỡ bỏ youtube-dl đã dẫn đến hiệu ứng Streisand, tương tự điều đã xảy ra với DeCSS. Người dùng đã đăng lại mã nguồn của phần mềm trên Internet ở nhiều định dạng khác nhau. Ví dụ, trên Twitter, người dùng đã đăng hình ảnh có chứa toàn bộ mã nguồn của youtube-dl được mã hóa bằng các màu khác nhau trên mỗi pixel. Người dùng GitHub cũng đã gửi rất nhiều pull request đến kho DMCA của GitHub.
Vào ngày 16 tháng 11 năm 2020, kho mã nguồn của youtube-dl đã được khôi phục sau khi Electronic Frontier Foundation (EFF) cảnh báo GitHub rằng việc xóa kho mã nguồn này có thể tạo tiền lệ cho những chủ sở hữu bản quyền khác lạm dụng quy trình thông báo và gỡ bỏ (notice and take down) vi phạm bản quyền để gỡ bỏ các phần mềm khác khỏi Internet chỉ dựa trên lập luận rằng những công cụ đó có thể được sử dụng để vi phạm bản quyền. Hơn nữa, EFF khẳng định rằng phần mềm không hoạt động như một "công cụ lách luật" lách DRM trên luồng phát video (video stream) vì bản thân luồng phát đó không được mã hóa. GitHub cũng thông báo rằng các khiếu nại gỡ bỏ trong tương lai theo Mục 1201 sẽ được các chuyên gia pháp lý và kỹ thuật xem xét thủ công theo từng trường hợp cụ thể. Sau đó, GitHub đã thành lập một quỹ để cung cấp hỗ trợ chuyên môn cho quá trình phản đối cáo buộc vi phạm bản quyền và khôi phục cho các phần mềm bị xóa do cáo buộc trên.